# Cerasela Pătrașcu

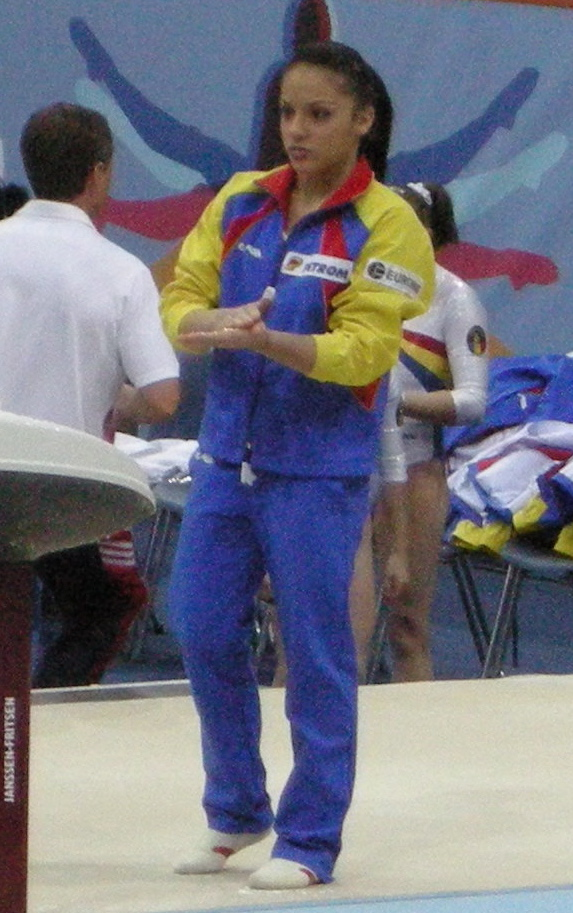
Cerasela Pătrașcu 2010

Cerasela Pătrașcu (* 23. Dezember 1992 in Balș) ist eine ehemalige rumänische Kunstturnerin.
Sie gewann bei den Junioren-Europameisterschaften 2006 mit dem rumänischen Team Silber und wurde Fünfte beim Pferdsprung. 2007 nahm Pătrașcu am Europäischen Olympischen Sommer-Jugendfestival teil, bei dem sie Gold beim Sprung, Silber im Mehrkampf und Bronze am Schwebebalken sowie mit der Mannschaft gewann.
Noch im selben Jahr startete Pătrașcu erstmals bei den Aktiven. Bei den Turn-Weltmeisterschaften 2007 in Stuttgart half sie mit, dass die rumänische Turnriege mit Daniela Druncea, Andreea Grigore, Sandra Izbașa, Steliana Nistor und Cătălina Ponor hinter den USA und China die Bronzemedaille gewann.
2008 gewann Pătrașcu bei den Europameisterschaften in Clermont-Ferrand mit der rumänischen Mannschaft mit Gabriela Drăgoi, Sandra Izbașa, Steliana Nistor und Anamaria Tămârjan die Goldmedaille. Allerdings verletzte sie sich dabei am Knie, wodurch sie die Olympischen Spiele in Peking verpasste.
Erst nach zwei Jahren schaffte sie das Comeback. Bei den Turn-Weltmeisterschaften 2010 erreichte Pătrașcu mit der Mannschaft den vierten Platz. Danach beendete sie ihre Karriere.